# Lijst van burgemeesters van Bodegraven
Dit is een lijst van burgemeesters van de voormalige Nederlandse gemeente Bodegraven in de provincie Zuid-Holland. De gemeente Bodegraven is per 1 januari 2011 opgeheven en opgegaan in de nieuwe gemeente Bodegraven-Reeuwijk.
| Ambtsperiode | Naam burgemeester                               | Partij of stroming | Bijzonderheden |
| ------------ | ----------------------------------------------- | ------------------ | --- |
| 1825 - 1850  | Wouter Zahn (1793-1851)                         |                    | tevens notaris te Bodegraven, eervol ontslag verleend |
| 1850 - 1871  | Jan van Dam Jz (1796-1871)                      |                    | tevens kaashandelaar, vh. wethouder, overleden |
| 1871 - 1879  | jhr Frederick van Citters (1839-1922)           |                    | vh. burgemeester van Rhoon, benoemd tot burgemeester van Delfshaven |
| 1879 - 1880  | Johan Daniel Steenstra Toussaint (1852-1880)    |                    | overleden |
| 1880 - 1883  | Henri Adolphe van der Velde (1855-1919)         |                    | vh. advocaat, benoemd tot burgemeester van Loosduinen |
| 1883 - 1892  | Willem Lotsy (1852-1896)                        |                    | vh. burgemeester van Noordeloos, Hoogblokland en Hoornaar, benoemd tot gemeente-ontvanger te Gouda                                                                                               |
| 1892 - 1895  | Rudolph Lodewijk Martens (1863-1917)            |                    | benoemd tot burgemeester van Gouda |
| 1895 - 1924  | Hendrik le Coultre (1858-1927)                  |                    | vh. burgemeester van Boskoop, gepensioneerd |
| 1925 - 1938  | Cornelis Simon van Dobben de Bruijn (1873-1947) |                    | tevens Kamerlid, gepensioneerd |
| 1939 - 1944  | Gerrit Rokus Vonk (1887-1944)                   |                    | vh. burgemeester van Asperen en Heukelum, op 20 december 1944 door een landwachter en een SD'er meegenomen. Een dag later werd zijn lichaam doodgeschoten teruggevonden op een brug bij de Loet. |
| 1944? - 1945 | P. Swier                                        |                    | |
| 1945         | Cornelis Simon van Dobben de Bruijn (1873-1947) |                    | waarnemend burgemeester |
| 1946 - 1973  | Jelle Jelles Croles                             |                    | gepensioneerd |
| 1974 - 1981  | N.P. Kremer                                     | ARP / CDA          | vh. burgemeester van Zuidland, Abbenbroek en Oudenhoorn, gepensioneerd |
| 1981 - 1987  | J. Kok                                          | D66                | vh. burgemeester van Reeuwijk, VUT |
| 1987 - 1998  | A.W.M. Brugman                                  | D66                | vh. burgemeester van Peize, benoemd in functie bij vakorganisatie |
| 1999 - 2007  | André (A.J.) Borgdorff                          | CDA                | vh. burgemeester van Liesveld |
| 2007 - 2010  | J.P.J. Lokker                                   | CDA                | waarnemend burgemeester, na de herindeling waarnemend burgemeester van Bodegraven-Reeuwijk |